# „Harmadik ember”-érv
A „harmadik ember”-érvet Platón Parmenidész című dialógusában olvashatjuk. Az érvet Platón állította fel, az elnevezés viszont Arisztotelésztől származik. Az érv segítségével belső ellentmondások mutathatóak ki az ideaelméletben.
Az érv:
Azt hiszem, te ilyen meggondolás alapján gondolod azt, hogy mindegyik idea – mint egység – létezik: amikor sok dolog nagynak tűnik előtted, ha végignézel rajtuk, úgy látszik, hogy egy bizonyos forma azonosan van meg valamennyin: s ezért gondolod a Nagyot: egységnek.
–	 Igazat mondasz – felelte.
–	Ha mármost magát a Nagyot és a többi egyes nagy tárgyat, együtt valamennyit egy pillantással átfogod lelkedben, nemde ismét egy újabb Nagy – mint egység – fog feltűnni, amely által mutatkoznak szükségképpen nagynak mind az előző dolgok?
–	Úgy látszik.
– 	Tehát egy másik ideája a Nagyságnak fog feltűnni, amely magán a :Nagyságon és a benne részesülő dolgokon túl bukkan elő; de mindezeken túl megint egy másik, és őáltala lesznek nagyok az összes előbbiek; és így az ideák mindegyike nem egy lesz, hanem végtelen sokaságú. (Platón :Parmenidész, 132a–b)
A „harmadik ember”nek elnevezett érv  rekonstrukciója:
1. Azt állítjuk, hogy két természeti létező (pl. két ember) azáltal hasonló egymáshoz, hogy mindketten részesültek az Ember ideájában.
2. Nyilvánvaló, hogy az Ember ideája maga is ember formájú.
3. Tehát az Ember ideája hasonló a hús-vér emberekhez.
4. De 1. tételünk értelmében a hasonlóság csak a részesedés segítségével magyarázható. Ezért, ha az emberek és az Ember ideája hasonlóak egymáshoz, ez csak úgy magyarázható, hogy részesültek az Ember egy másodfajú ideájában („egy harmadik emberben”).
5. „A harmadik ember” hasonlósága az előbbi kettőhöz föltételezi egy harmadfajú ember-idea létezését és így tovább a végtelenségig.